# Bondojito (métro de Mexico)
Bondojito est une station de la Ligne 4 du métro de Mexico, située au nord de Mexico, dans la délégation Gustavo A. Madero.

## La station
La station ouverte en 1981, tient son nom du quartier où elle se trouve. Bondo, en Otomi, signifie figuier de Barbarie (cactus, Opuntia ficus-indica). L'icône représente un figuier de Barbarie .